# Pac-Man 256
Pac-Man 256 est un jeu vidéo édité par Bandai Namco Games et développé par Hipster Whale sorti le 19 août 2015 dans le monde sur Android et iOS, puis en 2016 sur ordinateurs et consoles.
Il prend son inspiration du 256e niveau buggé de Pac-Man, dont il reprend le système de jeu de ce dernier mais en 3D isométrique avec un défilement à l'infini. Il faut également éviter les symboles du bug de Pac-Man.